# Водородная сварка
Водородная сварка — дуговая сварка, во время которой дуга горит в атмосфере водорода между двумя неплавящимися вольфрамовыми электродами.

## История
Атомно-водородную сварку изобрел в 1925 г. американец Ленгмюр.

## Характеристика
При использовании водородной сварки под действием высокой температуры происходит диссоциация молекул водорода. При дальнейшей рекомбинации атомарного водорода в двухатомный высвобождается энергия диссоциации, как дополнительная теплота, что ускоряет процесс сварки. Защита зоны сварки водородом обеспечивает высокое качество шва почти для всех металлов (кроме меди и её сплавов). Зазор между сварными кромками заполняется присадочным металлом.
Атомноводородная сварка применяется для образования герметичных и высокопрочных швов.
Тепла, вырабатываемого факелом водородной сварки, достаточно, чтобы сварить вольфрам (3422°С), наиболее тугоплавкий металл. Присутствующий водород также выступает в качестве защитного газа, предотвращая окисление и загрязнение углеродом, азотом или кислородом, которые могут серьезно ухудшить свойства многих металлов.
Электрическая дуга поддерживается независимо от заготовки или свариваемых деталей. Газообразный водород состоит обычно из двухатомных молекул (H2). При температуре вблизи дуги свыше 6000 °C водород распадается до атомарной формы, одновременно поглощая большое количество тепла от дуги. Когда атомы водорода попадают на относительно холодную поверхность (например, в зону сварного шва), происходит рекомбинация водорода к его двухатомной форме с высвобождением энергии, связанной с формированием этой связи.

## Формы дуги
Дуга в водородной сварке может имеет две формы:
- Спокойная — без характерного веера. Напряжение менее 20-50 В, расход водорода — 500—800 л/ч.
- Звенящая — с веером пламени, касающимся поверхности изделия. В этой форме дуга издает звук. Напряжение от 60 до 120 В и расход водорода — 900—1800 л/ч.